# Гартленд Снайдер
Гартленд Світ Снайдер (1913, Солт-Лейк-Сіті — 1962) був американським фізиком, який разом з Робертом Оппенгеймером показав, як великі зірки колапсують, утворюючи чорні діри. Ця робота змоделювала гравітаційний колапс однорідної рідкої сфери без тиску та виявила, що вона не зможе спілкуватися з рештою Всесвіту. Це відкриття було зображено у фільмі «Опенгеймер», де Снайдера зіграв актор Рорі Кін. Історик фізики Девід К. Кессіді оцінив, що це передбачення чорних дір могло б отримати Нобелівську премію з фізики, якби автори були живі в 1990-х роках, коли були доступні докази.